# 5943 Лові
5943 Лові (5943 Lovi) — астероїд головного поясу, відкритий 1 березня 1984 року.
Тіссеранів параметр щодо Юпітера — 3,634.